# Eudesicrinidae
De Eudesicrinidae zijn een familie van zeelelies uit de orde Cyrtocrinida.

## Geslachten
- Proeudesicrinus Améziane-Cominardi & Bourseau, 1990